# Coupe d'Irlande du Nord de football 2010-2011
Navigation
Édition précédente Édition suivante
La Coupe d'Irlande du Nord de football 2010-2011 est la 131e édition de la Coupe d'Irlande du Nord de football organisée par l'Association nord irlandaise de football. La compétition commence le 18 septembre 2010 pour se terminer en mai 2011. Le Linfield Football Club gagne la coupe pour la troisième fois consécutive.

## Déroulement de la compétition

### Calendrier
- Premier tour le 18 septembre 2010
- Deuxième tour
- Troisième tour
- Quatrième tour
- Huitièmes de finale
- Quarts de finale
- Demi-finale
- Finale

## Premier tour
Les matchs se sont joués lors du week-end se terminant le 18 septembre 2010.
| Club recevant         | Score    | Club visiteur         |
| --------------------- | -------- | --------------------- |
| 18th Newtownabbey     | 2-5      | Broomhedge            |
| Abbey Villa           | 2-0      | Ballynahinch United   |
| AFC Craigavon         | 1-2      | Shankill United       |
| Ardglass              | 3-1      | Sirocco Works         |
| Ards Rangers          | 9-2      | FC Ballynure          |
| Ardstraw              | 6-1      | Seagoe                |
| Barn United           | 3-2      | Saintfield United     |
| Bloomfield            | 5-2      | Hanover               |
| Bryansburn Rangers    | 5-2      | NFC Kesh              |
| Camlough Rovers       | 5-2      | Lurgan Town Boys      |
| Desertmartin          | 0-2      | Brantwood             |
| DownPatrick           | 2-1      | Drumaness Mills       |
| Downshire YM          | 2-1      | Holywood              |
| Draperstown Celtic    | 1-2      | Crewe United          |
| Dromara Village       | 7-3      | Lisnally Rangers      |
| East Belfast          | 1-2      | Newington Rangers     |
| Fivemiletown United   | 2-6      | Nortel                |
| Islandmagee           | 4-1      | Rathfern Rangers      |
| Kilbride Swifts       | 4-3      | Groomsport            |
| Killyleagh YC         | 3-1      | Banbridge Rangers     |
| Kilmore Recreative    | 6-3      | 1st Bangor            |
| Lisburn Rangers       | 6-1      | Donard Hospital       |
| Lower Maze            | 1-4      | Grove United          |
| Malachians            | -        | Bangor Rangers        |
| Mossley United        | 1-2      | Magherafelt Sky Blues |
| Newcastle             | 1-5      | Dollingstown          |
| Raceview              | 2-4      | Comber Recreative     |
| Rathfriland Rangers   | 1-2      | Tandragee Rovers      |
| Rosario YC            | 3-2      | Laurelvale            |
| Shorts                | 2-4      | Ballynure OB          |
| UUC                   | forfait- | Albert Foundry        |
| Wellington Recreative | 5-0      | Strabane              |

## Deuxième tour
23 octobre 2010
| Club recevant         | Score           | Club visiteur         |
| --------------------- | --------------- | --------------------- |
| Albert Foundry        | 3-1             | Larne Tech            |
| Ardglass              | 4-1             | Bangor Swifts         |
| Ardstraw              | 2-1             | Crewe United          |
| Ballynure OB          | 0-0 (4 tab à 5) | Broomhedge            |
| Brantwood             | 0-1             | Dumurry Recreative    |
| Camlough Rovers       | 2-0             | Barn United           |
| Crumlin United        | 4-1             | Bloomfield            |
| Derriaghy CC          | 2-3             | Newington Youth Club  |
| Dollingstown          | 5-3             | Lisburn Rangers       |
| Downpatrick           | 0-4             | Nortel                |
| Dromara Village       | 3-1             | Downshire YM          |
| Dungiven              | 3-1             | Newington Rangers     |
| Grove United          | 1-3             | Comber Recreative     |
| Islandmagee           | 3-2             | Abbey Villa           |
| Kilbride Swifts       | 2-3             | Tandragee Rovers      |
| Kilmore Recreative    | 4-2             | Killyleagh Youth Club |
| Magherafelt Sky Blues | 2-0             | Bryansburn Rangers    |
| Malachians            | 4-2             | Ards Rangers          |
| Richhill              | 0-3             | Shankill United       |
| Rosario Youth Club    | 3-2             | Wellington Recreative |

## Troisième tour
20 novembre 2010 et 27 novembre 2010
| Club recevant         | Score | Club visiteur       |
| --------------------- | ----- | ------------------- |
| Ardglass              | 1-2   | Kilmore Recreative  |
| Ardstraw              | 3-6   | Albert Foundry      |
| Broomhedge            | 0-5   | Dunmurry Recreative |
| Dollingstown          | 2-4   | Comber Recreative   |
| Islandmagee           | 1-3   | Dungiven            |
| Magherafelt Sky Blues | 0-1   | Shankill United     |
| Malachians            | 1-2   | Crumlin United      |
| Newington Youth Club  | 8-0   | Tandragee Rovers    |
| Nortel                | 2-0   | Camlough Rovers     |
| Rosario Youth Club    | 3-1   | Dromara Village     |

## Quatrième tour
Le quatrième tour est marqué par l’entrée en lice des clubs de deuxième division. Il se déroule sur trois jours, les 3 décembre 2010, 8 décembre 2010 et 11 décembre 2010
| Club recevant                     | Score           | Club visiteur                 |
| --------------------------------- | --------------- | ----------------------------- |
| Limavady United Football Club     | reporté         | Wakehurst                     |
| Glebe Rangers                     | 1-2             | Nortel                        |
| Albert Foundry                    | 3-1             | Rosario Youth Club            |
| Annagh United                     | 2-1             | Killymoon Rangers             |
| Armagh City                       | 2-3             | Crumlin United                |
| Ballyclare Comrades Football Club | 2-4             | HW Welders                    |
| Banbridge Town                    | 0-1             | Shankill United               |
| Coagh United                      | 1-3             | Ards Football Club            |
| Dergview                          | 2-3             | Ballinamallard United         |
| Dundela Football Club             | 5-0             | Chimney Corner                |
| Institute Football Club           | 0-0 (5 tab à 4) | Newington Youth Club          |
| Knockbreda                        | 0-2             | Ballymoney United             |
| Larne Football Club               | 2-1             | Bangor Football Club          |
| Lurgan Celtic                     | 2-2 (4tab à 5)  | Dunmurry Recreative           |
| Moyola Park                       | 1-6             | Carrick Rangers Football Club |
| Portstewart                       | 0-2             | Kilmore Recreative            |
| Queen’s University                | 3-2             | PSNI                          |
| Sport & Leisure Swifts            | 5-3             | Dungiven                      |
| Tobermore United                  | 3-5             | Loughgall Football Club       |
| Warrenpoint Town                  | 3-2             | Comber Recreative             |

Les deux matchs reportés se déroulent le 15 janvier 2011 en même temps que le cinquième tour.
| Club recevant                 | Score | Club visiteur      |
| ----------------------------- | ----- | ------------------ |
| Limavady United Football Club | 2-0   | Wakehurst          |
| Coagh United                  | 2-5   | Ards Football Club |

## Cinquième tour
Le cinquième tour est marqué par l’entrée en lice des clubs de première division. Il se déroule sur le  15 janvier 2011.
| Club recevant                 | Score         | Club visiteur                           |
| ----------------------------- | ------------- | --------------------------------------- |
| Albert Foundry                | 0-2           | Nortel                                  |
| Annagh United                 | 2-6           | Glenavon Football Club                  |
| Ballinamallard United         | 3-1           | Larne Football Club                     |
| Ballymena United              | 2-2           | Glentoran Football Club                 |
| Carrick Rangers Football Club | 3-3           | Shankill United                         |
| Crusaders Football Club       | 3-2           | Newry City Football Club                |
| Dundela Football Club         | 01-4          | Lisburn Distillery Football Club        |
| Dungannon Swifts              | 5-1           | Ballymoney United                       |
| Dunmurry Recreative           | 2-2           | Kilmore Recreative                      |
| Linfield Football Club        | 5-1           | Institute Football Club                 |
| Loughgall Football Club       | 3-1           | Sport & Leisure Swifts                  |
| Portadown Football Club       | 4-3           | Donegal Celtic Football and Social Club |
| Queen’s University            | 1-0           | Crumlin United                          |
| Warrenpoint Town              | 1-1           | Cliftonville Football Club              |
| Ards Football Club            | 1-1           | HW Welders                              |
| Limavady United Football Club | le 25 janvier | Coleraine Football Club                 |

Matchs à rejouer (le 25 janvier) : 
| Club recevant                 | Score     | Club visiteur                  |
| ----------------------------- | --------- | ------------------------------ |
| Carrick Rangers Football Club | 6-1       | Shankill United                |
| Cliftonville Football Club    | 0-0 (tab) | Warrenpoint Town               |
| Glentoran Football Club       | 3-2 (ap)  | Ballymena United Football Club |
| Kilmore Recreative            | 0-5       | Dunmurry Recreative            |

## Huitièmes de finale
Le tirage au sort du sixième tour a lieu le 15 janvier 2011. Il se déroule sur le  12 février 2011.
| Club recevant                    | Score | Club visiteur                    |
| -------------------------------- | ----- | -------------------------------- |
| Carrick Rangers Football Club    | 1-3   | Coleraine Football Club          |
| Crusaders Football Club          | 2-1   | Nortel                           |
| H&W Welders                      | 1-1   | Portadown Football Club          |
| Portadown Football Club          | 1-0   | H&W Welders                      |
| Dungannon Swifts                 | 4-2   | Warrenpoint Town                 |
| Glentoran Football Club          | 3-1   | Loughgall Football Club          |
| Linfield Football Club           | 1-1   | Dunmurry Recreation              |
| Dunmurry Recreation              | 0-3   | Linfield Football Club           |
| Glenavon Football Club           | 2-0   | Queen's University               |
| Lisburn Distillery Football Club | 2-2   | Ballinamallard United            |
| Ballinamallard United            | 4-2   | Lisburn Distillery Football Club |

## Quarts de finale
Les quarts de finale ont le 5 mars 2011. La moitié des matchs s’étant soldés par des matchs nuls, les matchs à rejouer se déroulent le 14 mars 2011.
La particularité de ces quarts est que toutes les équipes ont remporté leur match en jouant à l'extérieur.
| Club recevant           | Score     | Club visiteur           |
| ----------------------- | --------- | ----------------------- |
| Dungannon Swifts        | 0-2       | Linfield Football Club  |
| Glentoran Football Club | 1-1       | Coleraine Football Club |
| Coleraine Football Club | 3-3 (tab) | Glentoran Football Club |
| Portadown Football Club | 3-3       | Glenavon Football Club  |
| Glenavon Football Club  | 0-3       | Portadown Football Club |
| Ballinamallard United   | 0-5       | Crusaders Football Club |

## Demi-finales
Les demi-finales se déroulent le 9 avril 2011. 
| Club recevant           | Score | Club visiteur           | Date |
| ----------------------- | ----- | ----------------------- | ---- |
| Linfield Football Club  | 2-0   | Glentoran Football Club |      |
| Crusaders Football Club | 3-1   | Portadown Football Club |      |

Linfield Football Club se qualifie pour sa deuxième finale consécutive et peut donc défendre son titre acquis en 2010.

## Finale
| 7 mai 2011 | Crusaders Football Club | 1-2   | Linfield Football Club                   | Windsor Park, Belfast |  |
|            | Declan Caddell 54e      | (0-0) | Peter Thompson 78e · Mark McAllister 87e |                       |  |

Linfield Football Club remporte sa 41e Coupe d'Irlande du Nord de football et réalise le doublé Coupe-Championnat.